# Limba mapuche
Mapuche (Mapudungun)  este o limbă amerindienă vorbită în America de Sud de 260.000 de oameni (în majoritate de către membri al poporului mapuche) și este așadar una din cele mai vorbite limbi amerindiene din lume. 